# Seconde présidence de François Mitterrand
Pour un article plus général, voir Présidence de François Mitterrand.

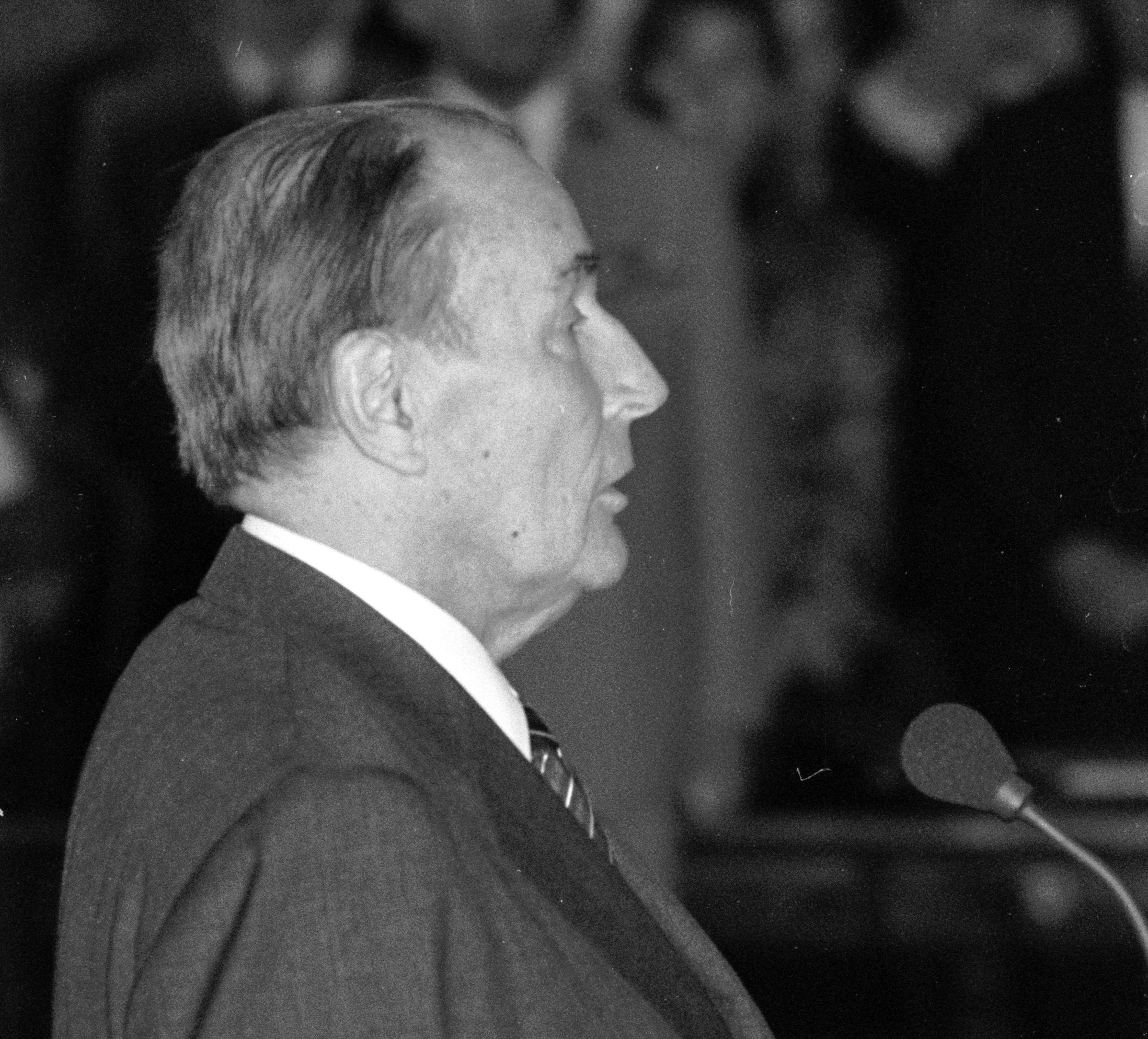
François Mitterrand (1991).

La seconde présidence de François Mitterrand dure du 21 mai 1988 au 17 mai 1995.
Bien qu'il sache, depuis novembre 1981, qu'il est atteint d'un cancer de la prostate (les bulletins de santé, régulièrement publiés à la suite d'une promesse électorale, sont mensongers), François Mitterrand annonce le 22 mars 1988 sa candidature à l'élection présidentielle pour un second mandat de 7 ans. 
Après un premier tour où il devance avec 34,1 % des voix ses deux concurrents de droite, Jacques Chirac et Raymond Barre, il est réélu le 8 mai, avec 54,02 % des voix contre son premier ministre de cohabitation, Jacques Chirac. 
Il nomme alors Premier ministre Michel Rocard et dissout l'Assemblée nationale. 
En mai 1991, Édith Cresson succède à Michel Rocard et 10 mois plus tard, celle-ci, impopulaire, doit céder la place à Pierre Bérégovoy. L'année 1992 est marquée également par l'annonce officielle du cancer de François Mitterrand. 
En mars 1993, il doit faire face à une deuxième cohabitation à la suite de la victoire de la droite aux élections législatives. Édouard Balladur forme un nouveau gouvernement. 
Le 1er mai, Pierre Bérégovoy se suicide. 
L'année 1994 est marquée par la sortie du livre de Pierre Péan sur la jeunesse de François Mitterrand et par la révélation de l'existence de sa seconde famille et de sa fille naturelle Mazarine Pingeot.
Le 8 mai 1995, Jacques Chirac est élu président de la République.

## Gouvernement de Michel Rocard1988-1991
Les élections législatives anticipées de juin 1988 débouchent sur une assemblée nationale sans majorité absolue pour les coalitions gouvernementales. La droite RPR-UDF est battue, et le Front national ne sauve qu'un seul de ses députés (Yann Piat). Le groupe socialiste et apparentés n'obtient cependant qu’une majorité relative alors que les communistes refusent toute alliance gouvernementale. 
Pour faire voter leurs lois, les gouvernements socialistes successifs seront alors contraints de trouver des alliances sur leur gauche (avec le parti communiste) ou sur leur droite chez les éléments centristes de l'opposition, rassemblés dans l'Union du centre (UDC, groupe parlementaire autonome issu de l'UDF). Cette politique d'ouverture au centre se manifestera par l'entrée au gouvernement de personnalités de l'UDF comme Jean-Pierre Soisson et Jean-Marie Rausch, centristes comme Michel Durafour ou Olivier Stirn ou de la société civile comme Alain Decaux et (brièvement) Léon Schwartzenberg.

### Juin-décembre 1988
Politique intérieure
- Accords de Matignon mettant un terme au conflit en Nouvelle-Calédonie.
- Fondation du Revenu minimum d'insertion (RMI) à l'initiative de Jean-Michel Belorgey qui visait à insérer les personnes les plus en difficulté (« les nouveaux pauvres », d'après l'expression du rapport du père Joseph Wresinski) dans le monde du travail. Le RMI a été institué par la loi n° 88-1088 du 1er décembre 1988 et appliqué à partir du 15 décembre 1988. Cette mesure serait inspirée d'une mesure sociale comparable prise par le premier ministre Olof Palme en Suède quelques années plus tôt.
- Le 14 juillet, François Mitterrand annonce son intention de construire et d'aménager à Paris « l'une ou la plus grande bibliothèque du monde ».
- Politique du « ni-ni » (ni nationalisation ni privatisation).
- Autorisation donnée à la commercialisation de la pilule abortive RU486. Celle-ci est retirée un mois plus tard.
- Réforme de la Politique agricole commune (PAC).

### 1989
Politique intérieure
- Affaire Péchiney-Triangle : Roger Patrice Pelat, ami de François Mitterrand, et des membres d'un cabinet ministériel, sont impliqués.
- Élections municipales : le PS obtient sa meilleure implantation dans les villes de plus de 20 000 habitants depuis sa création. En Provence, la gauche garde Marseille grâce à Robert Vigouroux mais le PCF ne garde qu'une seule ville de plus de 100 000 habitants (Le Havre).
- Inauguration du Grand Louvre.
- Inauguration de l'opéra Bastille.
- Inauguration le 15 juillet 1989 de la Grande arche de la Défense où a lieu le sommet des pays industrialisés.
- Loi Jospin sur l'Éducation nationale : L’enseignement primaire est réorganisé et les Instituts universitaires de formation des maîtres (IUFM) sont créés. Révision du statut des enseignants du primaire, augmentation du nombre d'universités, modalités de représentation des étudiants, augmentation des salaires des personnels, simplification des grades universitaires (deux grades d'enseignants titulaires, un grade d'assistant). Le certificat d'études primaires est supprimé.
- Loi Joxe sur l'immigration : abrogation partielle des lois Pasqua en matière d'immigration et renforcement des garanties de recours et de défense accordés aux immigrés.
- Élargissement des possibilités pour entamer une procédure de révision d'une condamnation judiciaire.
- Loi d'amnistie pour la Nouvelle-Calédonie.
- Transfert au Panthéon des cendres de Condorcet, de l'abbé Grégoire, et de Monge, trois hommes symbolisant la Révolution, année de son bicentenaire.

Politique internationale
- Visite de Yasser Arafat à Paris. À la suite des discussions avec François Mitterrand et des diplomates français, le chef de l'OLP annonce, dans la capitale française, que la charte appelant à la destruction d'Israël est « caduque ».

### 1990
Politique intérieure
- Congrès du PS à Rennes en mars où s'affiche la lutte des clans dans une ambiance détestable entre les partisans de Lionel Jospin et ceux de Laurent Fabius (Mitterrandien).
- Création de la Contribution sociale généralisée (CSG).
- Lois instaurant une régulation du financement des partis politiques et des campagnes électorales. Vote de la loi d'amnistie du 15 janvier 1990 visant à faire table rase des crimes et délits liés à ces financements, à l'exception des crimes et délits des parlementaires, et ceux liés à l'enrichissement personnel.
- Loi favorisant l'action philanthropique.
- Suppression du contrôle des changes.
- L'administration des PTT est transformée en deux établissements publics : La Poste et France Télécom.
- Plan Jospin pour les lycées. Le 12 novembre 1990, deux cent mille lycéens manifestent dans les rues de Paris pour réclamer de meilleures conditions d'études. Les représentants sont reçus, à leur demande, par le président Mitterrand, qui juge légitimes leurs revendications. Un plan de recrutement et de rénovation des locaux est adopté[1].
- Loi Gayssot interdisant les propos négationnistes et renforçant la législation contre le racisme.
- Loi Arpaillange sur le financement des partis politiques : baisse du plafond des dépenses, augmentation des subventions publiques, obligations de transparence renforcées.
- Stabilisation du chômage à 7,9 % de la population active.

Politique internationale et européenne
- François Mitterrand soutient l'unification allemande, en échange de la reconnaissance de la frontière Oder-Neisse et d'un approfondissement de la construction européenne[2].
- Le 20 avril, François Mitterrand et Helmut Kohl publient un communiqué commun sur la « nécessité d'accélérer la construction politique » de la Communauté européenne et estimant que « le moment est venu de transformer l'ensemble des relations entre les États membres en une union européenne ». Cette initiative débouche sur la conférence de Rome, puis sur le traité de Maastricht.
- Signature de la convention de Schengen.
- Discours de La Baule.
- Décision de l'Opération Noroît pour le Rwanda début octobre.
- Création de la BERD, sur une idée de François Mitterrand [réf. nécessaire].

### Janvier-mai 1991
Politique intérieure
- Plan quinquennal pour les universités, dit « Université 2000 » : 23 milliards de francs d'investissement (dont 17 de l'État et 6 des collectivités locales) pour rénover les universités et en fonder six supplémentaires.
- Nouveau statut pour la Corse. Notion de « peuple corse, composante du peuple français » invalidée par le Conseil constitutionnel.
- Réglementation des écoutes téléphoniques : interdiction des écoutes administratives, contrôle des écoutes judiciaires.

Politique internationale
- Participation de la France à la Première guerre du Golfe. Démission de Jean-Pierre Chevènement, ministre de la Défense, pour qui les États-Unis veulent "écraser" l'Irak afin de mettre un pied au Moyen-Orient et de mettre la main sur les ressources pétrolières.

## Gouvernement d'Édith Cresson (mai 1991 - mars 1992)
En mai 1991, François Mitterrand décide de remplacer Michel Rocard au poste de Premier ministre. Après avoir hésité entre Roland Dumas, Robert Badinter et Édith Cresson, il choisit cette dernière, qui devient la première femme Premier ministre. D'abord comparée à Margaret Thatcher, elle altère son image par des propos maladroits, concernant les Anglais (« des homosexuels ») et les Japonais (« des fourmis »). Son gouvernement ne tiendra pas un an. 

### Mai-décembre 1991
Politique intérieure
- Le gouvernement fait délocaliser une vingtaine d'organismes publics en banlieue parisienne ou en province, dont l'École nationale d'administration (ENA) à Strasbourg.
- Le service militaire est ramené à dix mois.
- La Loi Évin contre le tabagisme et l'alcoolisme est votée.
- Du côté des affaires politico-financières, l'affaire Urba (financement occulte du Parti socialiste par de fausses factures) défraie la chronique.

Politique internationale
- Après avoir refusé de recevoir publiquement Boris Ieltsine, président élu de Russie, lors de son passage à Paris au printemps 1991 afin de ménager les autorités soviétiques, François Mitterrand et le monde entier sont confrontés en août 1991 au putsch de Ianaëv en URSS et à la séquestration en Crimée de Mikhail Gorbatchev. Si le président Mitterrand déclare alors vouloir attendre les intentions des "nouveaux dirigeants" soviétiques reconnaissant de facto le gouvernement issu du putsch et lit en direct à la télévision une lettre que lui a envoyée Ianaëv, le président George H. W. Bush déclarait son soutien à Boris Ieltsine[4], suivi par John Major Premier ministre du Royaume-Uni alors qu'Helmut Kohl apportait le sien à Gorbatchev[5],[6]. Selon Frédéric Bozo, la déclaration télévisée de Mitterrand n'était due qu'à un souci d'apaisement afin de préserver la sécurité de Mikhail Gorbatchev[7],[8].

## Gouvernement de Pierre Bérégovoy (avril 1992 - mars 1993)
En 1992, à la suite des élections régionales et cantonales largement remportées par la droite (20 régions métropolitaines sur 22), François Mitterrand fait appel à Pierre Bérégovoy afin de tenter d'endiguer une victoire plausible de la droite aux élections législatives de 1993.
Le 7 février 1992, ratification du traité de Maastricht après un accord conclu lors du Conseil européen de Maastricht, en décembre 1991, et est entré en vigueur le 1er novembre 1993.

### Avril-décembre 1992
Politique intérieure
- Loi Joxe sur le maillage administratif et l'aménagement du territoire.
- Refonte du Code pénal (achevée en 1994).
- Loi durcissant la répression des violences conjugales.
- Création du Code de la consommation.
- Réforme du statut des dockers, qui remontait à 1947 et ne correspondait plus à leurs activités.
- Moratoire sur les essais nucléaires.

Politique internationale et européenne
- François Mitterrand se rend à Sarajevo, « forçant » le siège de l'armée serbe, le 28 juin, date de l'attentat contre l'archiduc François-Ferdinand, en 1914.
- Le traité de Maastricht, signé en février, est ratifié à une courte majorité par référendum.

### Janvier-mars 1993
Politique intérieure
- Loi Sapin, portant notamment sur le financement des partis politiques et la lutte anticorruption : baisse du plafond des dépenses, durcissement de la répression, amélioration des contrôles.
- Loi Neiertz instituant un délit d'entrave à l'interruption volontaire de grossesse (IVG) et dépénalisant l'autoavortement.

## Gouvernement d'Édouard Balladur: ladeuxième cohabitation
En mars, la droite remporte largement les élections législatives (le groupe socialiste et apparentés ne compte plus que 57 députés). Édouard Balladur forme un nouveau gouvernement. C'est la seconde cohabitation.

### Mars-décembre 1993
Politique intérieure
- Fin de la politique du « ni-ni ». Retour des privatisations.
- Suicide de Pierre Bérégovoy le 1er mai. Le 4 mai, lors de ses obsèques, François Mitterrand dénonce « ceux qui ont pu livrer aux chiens l'honneur d'un homme », visant les médias en général.
- Affaire VA-OM : Lors de la garden party du 14 juillet 1993, François Mitterrand prend la défense de Bernard Tapie, son ancien ministre de la ville, impliquée dans l'affaire de corruption d'arbitre lors du match entre Valenciennes et l'Olympique de Marseille. L'ancien ministre socialiste Jacques Mellick donnera un faux alibi à Bernard Tapie, précipitant leur chute politique.

Politique internationale
- Au Rwanda, retrait des forces de l'opération Noroît en décembre.

### 1994
Politique intérieure
- Abandon de la révision de la loi Falloux.
- Redressement de la gauche aux élections cantonales.
- Suicide de François de Grossouvre, en plein cœur du palais de l'Élysée.
- Aux élections européennes de juin, la liste du PS s'effondre à 14 % des suffrages, victime de la concurrence de la liste de Bernard Tapie[9].
- Mise en examen des anciens ministres Laurent Fabius, Edmond Hervé et Georgina Dufoix dans l'affaire du sang contaminé.
- Le PCF et la droite sont touchés à leur tour par les affaires de financement occulte (GRR du Parti républicain, caisse noire du CDS, HLM de Paris et des Hauts-de-Seine pour le RPR, mise en examen d'Alain Carignon).
- Affaire Schuller-Maréchal : tentative de déstabilisation du juge Éric Halphen. Le président Mitterrand saisit le Conseil supérieur de la magistrature, qui valide partiellement l'enquête du juge.
- Révélation au grand public de l'existence de Mazarine Pingeot, la fille adultérine de François Mitterrand.
- Sortie du livre de Pierre Péan sur la jeunesse de François Mitterrand (période de 1934 à 1947).

Politique internationale et européenne
- Pendant le génocide au Rwanda, mise en place de l'Opération Amaryllis du 8 au 14 avril, puis de l'Opération Turquoise du 22 juin au 21 août.
- Signature des accords de Marrakech le 15 avril 1994[10].

### Janvier-mai 1995
Politique intérieure
- Inauguration de la Bibliothèque nationale de France.
- Inauguration du pont de Normandie.
- 7 mai : Jacques Chirac est élu Président de la République.
- 17 mai : fin du second mandat de François Mitterrand.

## Gouvernement et représentation parlementaire

### Gouvernement

#### Historique des gouvernements
Le 10 mai 1988, Michel Rocard est nommé Premier ministre. La composition de son gouvernement est annoncée les 12 et 13 mai 1988. A l'issue des élections législatives de juin 1988, Michel Rocard démissionne puis est reconduit le 23 juin 1988. La composition du gouvernement est annoncée le 28 juin 1988 : il s'agit du gouvernement le plus nombreux de la Cinquième République. Après plusieurs remaniements, Michel Rocard démissionne le 15 mai 1991 et est remplacé par Édith Cresson, devenant ainsi la première femme à occuper les fonctions de Premier ministre. Après les élections cantonales de mars 1992, Édith Cresson démissionne et est remplacée par le ministre de l'Économie, Pierre Bérégovoy, qui prend ses fonctions le 2 avril 1992. Pierre Bérégovoy démissionne le 29 mars 1993, au lendemain de la défaite de la gauche aux élections législatives. Il est remplacé par Édouard Balladur, ouvrant la voie à la deuxième cohabitation. Le gouvernement Balladur démissionne le 11 mai 1995, quatre jours après le second tour de l'élection présidentielle.
- Gouvernement Rocard (1) (12 mai - 22 juin 1988) ;
- Gouvernement Rocard (2) (28 juin 1988 - 15 mai 1991) ;
- Gouvernement Cresson (16 mai 1991 - 2 avril 1992) ;
- Gouvernement Bérégovoy (2 avril 1992 - 29 mars 1993) ;
- Gouvernement Balladur (30 mars 1993 - 11 mai 1995).

#### Membres du gouvernement
Au cours de son second mandat, le Président de la République a nommé 115 membres au Gouvernement. Parmi ces 115 membres, 85 l'ont été lorsqu'il disposait d'une majorité à l'Assemblée nationale (1988-1993) et 30 pendant la deuxième cohabitation (1993-1995).
* Les personnes notées d'un astérisque sont celles ayant eu une ou plusieurs fonctions ministérielles avant la seconde présidence de François Mitterrand (avant le 10 mai 1988).
| Nom                       | Fonctions | Dates                              |
| Nommés en 1988 (54)       | Nommés en 1988 (54) | Nommés en 1988 (54)                |
| ------------------------- | --- | ---------------------------------- |
| Michel Rocard *           | Premier ministre | 10 mai - 22 juin 1988              |
| Michel Rocard *           | Premier ministre | 23 juin 1988 - 15 mai 1991         |
| Lionel Jospin             | Ministre d'État, ministre de l'Éducation nationale, de la Recherche et des Sports | 12 mai - 22 juin 1988              |
| Lionel Jospin             | Ministre d'État, ministre de l'Éducation nationale, de la Jeunesse et des Sports | 28 juin 1988 - 15 mai 1991         |
| Lionel Jospin             | Ministre d'État, ministre de l'Éducation nationale | 16 mai 1991 - 2 avril 1992         |
| Pierre Bérégovoy *        | Ministre d'État, ministre de l'Économie, des Finances et du Budget | 12 mai - 22 juin 1988              |
| Pierre Bérégovoy *        | Ministre d'État, ministre de l'Économie, des Finances et du Budget | 28 juin 1988 - 15 mai 1991         |
| Pierre Bérégovoy *        | Ministre d'État, ministre de l'Économie, des Finances et du Budget | 16 mai 1991 - 2 avril 1992         |
| Pierre Bérégovoy *        | Premier ministre | 2 avril 1992 - 9 mars 1993         |
| Pierre Bérégovoy *        | Premier ministre, ministre de la Défense | 9 - 29 mars 1993                   |
| Maurice Faure *           | Ministre d'État, ministre de l'Équipement et du Logement | 12 mai - 22 juin 1988              |
| Maurice Faure *           | Ministre d'État, ministre de l'Équipement et du Logement | 28 juin 1988 - 22 février 1989     |
| Roland Dumas *            | Ministre d'État, ministre des Affaires étrangères | 12 mai - 22 juin 1988              |
| Roland Dumas *            | Ministre d'État, ministre des Affaires étrangères | 28 juin 1988 - 15 mai 1991         |
| Roland Dumas *            | Ministre d'État, ministre des Affaires étrangères | 16 mai 1991 - 2 avril 1992         |
| Roland Dumas *            | Ministre d'État, ministre des Affaires étrangères | 2 avril 1992 - 29 mars 1993        |
| Pierre Arpaillange        | Garde des Sceaux, ministre de la Justice | 12 mai - 22 juin 1988              |
| Pierre Arpaillange        | Garde des Sceaux, ministre de la Justice | 28 juin 1988 - 2 octobre 1990      |
| Jean-Pierre Chevènement * | Ministre de la Défense | 12 mai - 22 juin 1988              |
| Jean-Pierre Chevènement * | Ministre de la Défense | 28 juin 1988 - 29 janvier 1991     |
| Pierre Joxe *             | Ministre de l'Intérieur | 12 mai - 22 juin 1988              |
| Pierre Joxe *             | Ministre de l'Intérieur | 28 juin 1988 - 29 janvier 1991     |
| Pierre Joxe *             | Ministre de la Défense | 29 janvier - 15 mai 1991           |
| Pierre Joxe *             | Ministre de la Défense | 16 mai 1991 - 2 avril 1992         |
| Pierre Joxe *             | Ministre de la Défense | 2 avril 1992 - 9 mars 1993         |
| Roger Fauroux             | Ministre de l'Industrie, du Commerce extérieur et de l'Aménagement du territoire | 12 mai - 22 juin 1988              |
| Roger Fauroux             | Ministre de l'Industrie et de l'Aménagement du territoire | 28 juin 1988 - 15 mai 1991         |
| Édith Cresson *           | Ministre des Affaires européennes | 12 mai - 22 juin 1988              |
| Édith Cresson *           | Ministre des Affaires européennes | 28 juin 1988 - 2 octobre 1990      |
| Édith Cresson *           | Première ministre | 15 mai 1991 - 2 avril 1992         |
| Louis Mermaz *            | Ministre des Transports | 12 mai - 22 juin 1988              |
| Louis Mermaz *            | Ministre de l'Agriculture et de la Forêt | 2 octobre 1990 - 15 mai 1991       |
| Louis Mermaz *            | Ministre de l'Agriculture et de la Forêt | 16 mai 1991 - 2 avril 1992         |
| Louis Mermaz *            | Ministre de l'Agriculture et de la Forêt | 2 avril - 2 octobre 1992           |
| Louis Mermaz *            | Ministre des Relations avec le Parlement, porte-parole du Gouvernement | 2 octobre 1992 - 29 mars 1993      |
| Michel Durafour *         | Ministre de la Fonction publique et des Réformes administratives | 12 mai - 22 juin 1988              |
| Michel Durafour *         | Ministre de la Fonction publique et des Réformes administratives | 28 juin 1988 - 22 février 1989     |
| Michel Durafour *         | Ministre d'État, ministre de la Fonction publique et des Réformes administratives | 22 février 1989 - 15 mai 1991      |
| Michel Delebarre *        | Ministre des Affaires sociales et de l'Emploi | 12 mai - 22 juin 1988              |
| Michel Delebarre *        | Ministre des Transports et de la Mer | 28 juin 1988 - 22 février 1989     |
| Michel Delebarre *        | Ministre de l'Équipement, du Logement, des Transports et de la Mer | 22 février 1989 - 21 décembre 1990 |
| Michel Delebarre *        | Ministre d'État, ministre de la Ville | 21 décembre 1990 - 15 mai 1991     |
| Michel Delebarre *        | Ministre d'État, ministre de la Ville et de l'Aménagement du territoire | 16 mai 1991 - 2 avril 1992         |
| Michel Delebarre *        | Ministre d'État, ministre de la Fonction publique et des Réformes administratives | 2 avril 1992 - 29 mars 1993        |
| Jacques Pelletier *       | Ministre de la Coopération et du Développement | 12 mai - 22 juin 1988              |
| Jacques Pelletier *       | Ministre de la Coopération et du Développement | 28 juin 1988 - 15 mai 1991         |
| Jack Lang *               | Ministre de la Culture et de la Communication | 12 mai - 22 juin 1988              |
| Jack Lang *               | Ministre de la Culture, de la Communication, des Grands travaux et du Bicentenaire | 28 juin 1988 - 15 mai 1991         |
| Jack Lang *               | Ministre de la Culture et de la Communication, porte-parole du Gouvernement | 16 mai 1991 - 2 avril 1992         |
| Jack Lang *               | Ministre d'État, ministre de l'Éducation nationale et de la Culture | 2 avril 1992 - 29 mars 1993        |
| Henri Nallet *            | Ministre de l'Agriculture et de la Forêt | 12 mai - 22 juin 1988              |
| Henri Nallet *            | Ministre de l'Agriculture et de la Forêt | 28 juin 1988 - 2 octobre 1990      |
| Henri Nallet *            | Garde des Sceaux, ministre de la Justice | 2 octobre 1990 - 15 mai 1991       |
| Henri Nallet *            | Garde des Sceaux, ministre de la Justice | 16 mai 1991 - 2 avril 1992         |
| Paul Quilès *             | Ministre des Postes et Télécommunications et de l'Espace | 12 mai - 22 juin 1988              |
| Paul Quilès *             | Ministre des Postes, des Télécommunications et de l'Espace | 28 juin 1988 - 15 mai 1991         |
| Paul Quilès *             | Ministre de l'Équipement, du Logement, des Transports et de l'Espace | 16 mai 1991 - 2 avril 1992         |
| Paul Quilès *             | Ministre de l'Intérieur et de la Sécurité publique | 2 avril 1992 - 29 mars 1993        |
| Louis Le Pensec *         | Ministre de la Mer | 12 mai - 22 juin 1988              |
| Louis Le Pensec *         | Ministre des Départements et Territoires d'outre-mer | 28 juin 1988 - 14 février 1989     |
| Louis Le Pensec *         | Ministre des Départements et Territoires d'outre-mer, porte-parole du Gouvernement | 14 février 1989 - 15 mai 1991      |
| Louis Le Pensec *         | Ministre des Départements et Territoires d'outre-mer | 16 mai 1991 - 2 avril 1992         |
| Louis Le Pensec *         | Ministre des Départements et Territoires d'outre-mer | 2 avril 1992 - 29 mars 1993        |
| Jean Poperen              | Ministre chargé des Relations avec le Parlement | 12 mai - 22 juin 1988              |
| Jean Poperen              | Ministre chargé des Relations avec le Parlement | 28 juin 1988 - 15 mai 1991         |
| Jean Poperen              | Ministre des Relations avec le Parlement | 16 mai 1991 - 2 avril 1992         |
| Olivier Stirn *           | Ministre délégué auprès du Premier ministre, chargé des Départements et des Territoires d'outre-mer                                                                                      | 12 mai - 22 juin 1988              |
| Olivier Stirn *           | Ministre délégué auprès du ministre de l'Industrie et de l'Aménagement du territoire, chargé du Tourisme                                                                                 | 28 juin 1988 - 5 juillet 1990      |
| Hubert Curien *           | Ministre délégué auprès du ministre d'État, ministre de l'Éducation nationale, de la Recherche et des Sports, chargé de la Recherche                                                     | 12 mai - 22 juin 1988              |
| Hubert Curien *           | Ministre de la Recherche et de la Technologie | 28 juin 1988 - 15 mai 1991         |
| Hubert Curien *           | Ministre de la Recherche et de la Technologie | 16 mai 1991 - 2 avril 1992         |
| Hubert Curien *           | Ministre de la Recherche et de l'Espace | 2 avril 1992 - 29 mars 1993        |
| Edwige Avice *            | Ministre déléguée auprès du ministre d'État, ministre des Affaires étrangères | 12 mai - 22 juin 1988              |
| Edwige Avice *            | Ministre déléguée auprès du ministre d'État, ministre des Affaires étrangères | 28 juin 1988 - 15 mai 1991         |
| Edwige Avice *            | Ministre de la Coopération et du Développement | 16 mai 1991 - 2 avril 1992         |
| Jacques Chérèque          | Ministre délégué auprès du ministre de l'Industrie, du Commerce extérieur et de l'Aménagement du territoire, chargé de l'Aménagement du territoire et des Reconversions                  | 12 mai - 22 juin 1988              |
| Jacques Chérèque          | Ministre délégué auprès du ministre de l'Industrie et de l'Aménagement du territoire, chargé de l'Aménagement du territoire et des Reconversions                                         | 28 juin 1988 - 15 mai 1991         |
| François Doubin           | Ministre délégué auprès du ministre de l'Industrie, du Commerce extérieur et de l'Aménagement du territoire, chargé du Commerce, de l'Artisanat et du Tourisme                           | 12 mai - 22 juin 1988              |
| François Doubin           | Ministre délégué auprès du ministre de l'Industrie et de l'Aménagement du territoire, chargé du Commerce et de l'Artisanat                                                               | 28 juin 1988 - 15 mai 1991         |
| François Doubin           | Ministre au Commerce et à l'Artisanat, auprès du ministre d'État, ministre de l'Économie, des Finances et du Budget                                                                      | 16 mai 1991 - 2 avril 1992         |
| Georgina Dufoix *         | Ministre déléguée auprès du ministre des Affaires sociales et de l'Emploi, chargée de la Famille, des Droits de la femme, de la Solidarité et des Rapatriés                              | 12 mai - 22 juin 1988              |
| Claude Évin               | Ministre délégué auprès du ministre des Affaires sociales et de l'Emploi, chargé de la Santé et de la Protection sociale                                                                 | 12 mai - 22 juin 1988              |
| Claude Évin               | Ministre de la Solidarité, de la Santé et de la Protection sociale, porte-parole du Gouvernement                                                                                         | 28 juin 1988 - 14 février 1989     |
| Claude Évin               | Ministre de la Solidarité, de la Santé et de la Protection sociale | 14 février 1989 - 2 octobre 1990   |
| Claude Évin               | Ministre des Affaires sociales et de la Solidarité | 2 octobre 1990 - 15 mai 1991       |
| Catherine Tasca           | Ministre déléguée auprès du ministre de la Culture et de la Communication, chargée de la Communication                                                                                   | 12 mai - 22 juin 1988              |
| Catherine Tasca           | Ministre déléguée auprès du ministre de la Culture, de la Communication, des Grands travaux et du Bicentenaire, chargée de la Communication                                              | 28 juin 1988 - 15 mai 1991         |
| Catherine Tasca           | Ministre déléguée à la Francophonie, auprès du ministre d'État, ministre des Affaires étrangères                                                                                         | 16 mai 1991 - 2 avril 1992         |
| Catherine Tasca           | Secrétaire d'État à la Francophonie et aux Relations culturelles extérieures, auprès du ministre d'État, ministre des Affaires étrangères                                                | 4 avril 1992 - 29 mars 1993        |
| Jacques Mellick           | Secrétaire d'État aux Anciens combattants | 13 mai - 22 juin 1988              |
| Jacques Mellick           | Ministre délégué auprès du ministre des Transports et de la Mer, chargé de la Mer | 28 juin 1988 - 22 février 1989     |
| Jacques Mellick           | Ministre délégué auprès du ministre de l'Équipement, du Logement, des Transports et de la Mer, chargé de la Mer                                                                          | 22 février 1989 - 15 mai 1991      |
| Jacques Mellick           | Secrétaire d'État à la Défense, auprès du ministre de la Défense | 17 mai 1991 - 2 avril 1992         |
| Jacques Mellick           | Secrétaire d'État à la Défense, auprès du ministre de la Défense | 4 avril 1992 - 29 mars 1993        |
| Lionel Stoléru *          | Secrétaire d'État auprès du Premier ministre, chargé du Plan | 13 mai - 22 juin 1988              |
| Lionel Stoléru *          | Secrétaire d'État auprès du Premier ministre, chargé du Plan | 28 juin 1988 - 15 mai 1991         |
| Brice Lalonde             | Secrétaire d'État auprès du Premier ministre, chargé de l'Environnement | 13 mai - 22 juin 1988              |
| Brice Lalonde             | Secrétaire d'État auprès du Premier ministre, chargé de l'Environnement | 28 juin 1988 - 29 mars 1989        |
| Brice Lalonde             | Secrétaire d'État auprès du Premier ministre, chargé de l'Environnement et de la Prévention des risques technologiques et naturels majeurs                                               | 29 mars 1989 - 2 octobre 1990      |
| Brice Lalonde             | Ministre délégué auprès du Premier ministre, chargé de l'Environnement et de la Prévention des risques technologiques et naturels majeurs                                                | 2 octobre 1990 - 15 mai 1991       |
| Brice Lalonde             | Ministre de l'Environnement | 16 mai 1991 - 2 avril 1992         |
| Tony Dreyfus              | Secrétaire d'État auprès du Premier ministre | 13 mai - 22 juin 1988              |
| Tony Dreyfus              | Secrétaire d'État auprès du Premier ministre | 28 juin 1988 - 15 mai 1991         |
| Robert Chapuis            | Secrétaire d'État auprès du ministre d'État, ministre de l'Éducation nationale, de la Recherche et des Sports, chargé de l'Enseignement technique                                        | 13 mai - 22 juin 1988              |
| Robert Chapuis            | Secrétaire d'État auprès du ministre d'État, ministre de l'Éducation nationale, de la Jeunesse et des Sports, chargé de l'Enseignement technique                                         | 28 juin 1988 - 15 mai 1991         |
| Roger Bambuck             | Secrétaire d'État auprès du ministre d'État, ministre de l'Éducation nationale, de la Recherche et des Sports, chargé des Sports                                                         | 13 mai - 22 juin 1988              |
| Roger Bambuck             | Secrétaire d'État auprès du ministre d'État, ministre de l'Éducation nationale, de la Jeunesse et des Sports, chargé de la Jeunesse et des Sports                                        | 28 juin 1988 - 15 mai 1991         |
| Véronique Neiertz         | Secrétaire d'État auprès du ministre d'État, ministre de l'Économie, des Finances et du Budget, chargée de la Consommation                                                               | 13 mai - 22 juin 1988              |
| Véronique Neiertz         | Secrétaire d'État auprès du ministre d'État, ministre de l'Économie, des Finances et du Budget, chargée de la Consommation                                                               | 28 juin 1988 - 15 mai 1991         |
| Véronique Neiertz         | Secrétaire d'État aux Droits des femmes, auprès de la ministre du Travail, de l'Emploi et de la Formation professionnelle                                                                | 17 mai 1991 - 2 avril 1992         |
| Véronique Neiertz         | Secrétaire d'État aux Droits des femmes et à la Consommation, auprès du ministre de l'Économie et des Finances                                                                           | 4 avril 1992 - 29 mars 1993        |
| Philippe Essig            | Secrétaire d'État auprès du ministre d'État, ministre de l'Équipement et du Logement, chargé du Logement                                                                                 | 13 mai - 22 juin 1988              |
| Émile Biasini             | Secrétaire d'État auprès du ministre d'État, ministre de l'Équipement et du Logement, chargé des Grands travaux                                                                          | 13 mai - 22 juin 1988              |
| Émile Biasini             | Secrétaire d'État auprès du ministre de la Culture, de la Communication, des Grands travaux et du Bicentenaire, chargé des Grands travaux                                                | 28 juin 1988 - 15 mai 1991         |
| Émile Biasini             | Secrétaire d'État aux Grands travaux, auprès du ministre de la Culture et de la Communication                                                                                            | 17 mai 1991 - 2 avril 1992         |
| Émile Biasini             | Secrétaire d'État aux Grands travaux, auprès du Premier ministre | 4 avril 1992 - 29 mars 1993        |
| Thierry de Beaucé         | Secrétaire d'État auprès du ministre d'État, ministre des Affaires étrangères, chargé des Relations culturelles internationales et de la Francophonie                                    | 13 mai - 22 juin 1988              |
| Thierry de Beaucé         | Secrétaire d'État auprès du ministre d'État, ministre des Affaires étrangères, chargé des Relations culturelles internationales                                                          | 28 juin 1988 - 15 mai 1991         |
| Jean-Michel Boucheron     | Secrétaire d'État auprès du ministre de l'Intérieur, chargé des Collectivités territoriales                                                                                              | 13 mai - 22 juin 1988              |
| Georges Sarre             | Secrétaire d'État auprès du ministre des Transports, chargé des Voies navigables et des Transports routiers                                                                              | 13 mai - 22 juin 1988              |
| Georges Sarre             | Secrétaire d'État auprès du ministre des Transports et de la Mer, chargé des Transports routiers et fluviaux                                                                             | 28 juin 1988 - 22 février 1989     |
| Georges Sarre             | Secrétaire d'État auprès du ministre de l'Équipement, du Logement, des Transports et de la Mer, chargé des Transports routiers et fluviaux                                               | 22 février 1989 - 15 mai 1991      |
| Georges Sarre             | Secrétaire d'État aux Transports routiers et fluviaux, auprès du ministre de l'Équipement, du Logement, des Transports et de l'Espace                                                    | 17 mai 1991 - 2 avril 1992         |
| Georges Sarre             | Secrétaire d'État aux Transports routiers et fluviaux, auprès du ministre de l'Équipement, du Logement et des Transports                                                                 | 4 avril 1992 - 29 mars 1993        |
| André Laignel             | Secrétaire d'État auprès du ministre des Affaires sociales et de l'Emploi, chargé de la Formation professionnelle                                                                        | 13 mai - 22 juin 1988              |
| André Laignel             | Secrétaire d'État auprès du ministre du Travail, de l'Emploi et de la Formation professionnelle, chargé de la Formation professionnelle                                                  | 28 juin 1988 - 15 mai 1991         |
| André Laignel             | Secrétaire d'État à la Ville et à l'Aménagement du territoire, auprès du ministre d'État, ministre de la Ville et de l'Aménagement du territoire                                         | 17 mai 1991 - 2 avril 1992         |
| André Laignel             | Secrétaire d'État à l'Aménagement du territoire, auprès du Premier ministre | 4 avril - 2 octobre 1992           |
| André Laignel             | Secrétaire d'État à l'Aménagement du territoire, auprès du ministre du Commerce extérieur et de l'Industrie                                                                              | 2 octobre 1992 - 29 mars 1993      |
| Bernard Kouchner          | Secrétaire d'État auprès du ministre des Affaires sociales et de l'Emploi, chargé de l'Insertion sociale                                                                                 | 13 mai - 22 juin 1988              |
| Bernard Kouchner          | Secrétaire d'État auprès du Premier ministre, chargé de l'Action humanitaire | 28 juin 1988 - 15 mai 1991         |
| Bernard Kouchner          | Secrétaire d'État à l'Action humanitaire, auprès du ministre d'État, ministre des Affaires étrangères                                                                                    | 17 mai 1991 - 2 avril 1992         |
| Bernard Kouchner          | Ministre de la Santé et de l'Action humanitaire | 2 avril 1992 - 29 mars 1993        |
| Catherine Trautmann       | Secrétaire d'État auprès du ministre des Affaires sociales et de l'Emploi, chargée des Personnes âgées et des Handicapés                                                                 | 13 mai - 22 juin 1988              |
| Jean-Pierre Soisson *     | Ministre du Travail, de l'Emploi et de la Formation professionnelle | 28 juin 1988 - 15 mai 1991         |
| Jean-Pierre Soisson *     | Ministre d'État, de la Fonction publique et de la Modernisation de l'administration | 16 mai 1991 - 28 mars 1992         |
| Jean-Pierre Soisson *     | Ministre de l'Agriculture et du Développement rural | 2 octobre 1992 - 29 mars 1993      |
| Jean-Marie Rausch         | Ministre du Commerce extérieur | 28 juin 1988 - 5 juillet 1990      |
| Jean-Marie Rausch         | Ministre du Commerce extérieur et du Tourisme | 5 - 17 juillet 1990                |
| Jean-Marie Rausch         | Ministre du Commerce extérieur | 17 juillet 1990 - 15 mai 1991      |
| Jean-Marie Rausch         | Ministre délégué aux Postes et Télécommunications, auprès du ministre d'État, ministre de l'Économie, des Finances et du Budget                                                          | 16 mai 1991 - 2 avril 1992         |
| Jean-Marie Rausch         | Ministre délégué au Commerce et à l'Artisanat, auprès du ministre de l'Économie et des Finances                                                                                          | 2 avril - 2 octobre 1992           |
| Michel Charasse           | Ministre délégué auprès du ministre d'État, ministre de l'Économie, des Finances et du Budget, chargé du Budget                                                                          | 28 juin 1988 - 15 mai 1991         |
| Michel Charasse           | Ministre délégué au Budget, auprès du ministre d'État, ministre de l'Économie, des Finances et du Budget                                                                                 | 16 mai 1991 - 2 avril 1992         |
| Michel Charasse           | Ministre du Budget | 2 avril - 2 octobre 1992           |
| Alain Decaux              | Ministre délégué auprès du ministre d'État, ministre des Affaires étrangères, chargé de la Francophonie                                                                                  | 28 juin 1988 - 15 mai 1991         |
| Léon Schwartzenberg       | Ministre délégué auprès du ministre de la Solidarité, de la Santé et de la Protection sociale, chargé de la Santé                                                                        | 28 juin - 8 juillet 1988           |
| Théo Braun                | Ministre délégué auprès du ministre de la Solidarité, de la Santé et de la Protection sociale, chargé des Personnes âgées                                                                | 28 juin 1988 - 2 octobre 1990      |
| Michèle André             | Secrétaire d'État chargée des Droits de la femme | 28 juin 1988 - 15 mai 1991         |
| André Méric               | Secrétaire d'État chargé des Anciens combattants et Victimes de guerre | 28 juin 1988 - 15 mai 1991         |
| Gérard Renon              | Secrétaire d'État chargé de la Prévention des risques technologiques et naturels majeurs                                                                                                 | 28 juin 1988 - 29 mars 1989        |
| Gérard Renon              | Secrétaire d'État à la Défense | 29 mars 1989 - 15 mai 1991         |
| Jean-Michel Baylet *      | Secrétaire d'État auprès du ministre de l'Intérieur, chargé des Collectivités territoriales                                                                                              | 28 juin 1988 - 17 juillet 1990     |
| Jean-Michel Baylet *      | Ministre délégué auprès du ministre de l'Industrie et de l'Aménagement du territoire, chargé du Tourisme                                                                                 | 17 juillet 1990 - 15 mai 1991      |
| Jean-Michel Baylet *      | Ministre délégué au Tourisme, auprès du ministre de l'Équipement, du Logement, des Transports et de l'Espace                                                                             | 16 mai 1991 - 2 avril 1992         |
| Jean-Michel Baylet *      | Ministre délégué au Tourisme, auprès du ministre de l'Industrie et du Commerce extérieur                                                                                                 | 2 avril 1992 - 29 mars 1993        |
| Hélène Dorlhac *          | Secrétaire d'État auprès du ministre de la Solidarité, de la Santé et de la Protection sociale, chargée de la Famille                                                                    | 28 juin 1988 - 2 octobre 1990      |
| Hélène Dorlhac *          | Secrétaire d'État auprès du ministre des Affaires sociales et de la Solidarité, chargée de la Famille et des Personnes âgées                                                             | 2 octobre 1990 - 15 mai 1991       |
| Michel Gillibert          | Secrétaire d'État auprès du ministre de la Solidarité, de la Santé et de la Protection sociale, chargé des Handicapés et des Accidentés de la vie                                        | 28 juin 1988 - 2 octobre 1990      |
| Michel Gillibert          | Secrétaire d'État auprès du ministre des Affaires sociales et de la Solidarité, chargé des Handicapés et des Accidentés de la vie                                                        | 2 octobre 1990 - 15 mai 1991       |
| Michel Gillibert          | Secrétaire d'État aux Handicapés et Accidentés de la vie, auprès du ministre des Affaires sociales et de l'Intégration                                                                   | 17 mai 1991 - 2 avril 1992         |
| Michel Gillibert          | Secrétaire d'État aux Handicapés, auprès du ministre des Affaires sociales et de l'Intégration                                                                                           | 4 avril 1992 - 29 mars 1993        |
| Nommé en 1989 (1)         | |                                    |
| Louis Besson              | Ministre délégué auprès du ministre de l'Équipement, du Logement, des Transports et de la Mer, chargé du Logement                                                                        | 29 mars 1989 - 21 décembre 1990    |
| Louis Besson              | Ministre de l'Équipement, du Logement, des Transports et de la Mer | 21 décembre 1990 - 15 mai 1991     |
| Nommés en 1990 (4)        | |                                    |
| Philippe Marchand         | Ministre délégué auprès du ministre de l'Intérieur | 17 juillet 1990 - 29 janvier 1991  |
| Philippe Marchand         | Ministre de l'Intérieur | 29 janvier - 15 mai 1991           |
| Philippe Marchand         | Ministre de l'Intérieur | 16 mai 1991 - 2 avril 1992         |
| Élisabeth Guigou          | Ministre déléguée auprès du ministre d'État, ministre des Affaires étrangères, chargée des Affaires européennes                                                                          | 2 octobre 1990 - 15 mai 1991       |
| Élisabeth Guigou          | Ministre déléguée aux Affaires européennes, auprès du ministre d'État, ministre des Affaires étrangères                                                                                  | 16 mai 1991 - 2 avril 1992         |
| Élisabeth Guigou          | Ministre déléguée aux Affaires européennes, auprès du ministre d'État, ministre des Affaires étrangères                                                                                  | 2 avril 1992 - 29 mars 1993        |
| Georges Kiejman           | Ministre délégué auprès du garde des Sceaux, ministre de la Justice | 2 octobre 1990 - 15 mai 1991       |
| Georges Kiejman           | Ministre délégué à la Communication auprès du ministre de la Culture et de la Communication                                                                                              | 16 mai 1991 - 2 avril 1992         |
| Georges Kiejman           | Ministre délégué aux Affaires étrangères, auprès du ministre d'État, ministre des Affaires étrangères                                                                                    | 2 avril 1992 - 29 mars 1993        |
| Bruno Durieux             | Ministre délégué auprès du ministre des Affaires sociales et de la Solidarité, chargé de la Santé                                                                                        | 2 octobre 1990 - 15 mai 1991       |
| Bruno Durieux             | Ministre délégué à la Santé, auprès du ministre des Affaires sociales et de l'Intégration                                                                                                | 16 mai 1991 - 2 avril 1992         |
| Bruno Durieux             | Ministre délégué au Commerce extérieur, auprès du ministre de l'Industrie et du Commerce extérieur                                                                                       | 3 juin 1992 - 29 mars 1993         |
| Nommés en 1991 (14)       | |                                    |
| Jean-Louis Bianco         | Ministre des Affaires sociales et de l'Intégration | 16 mai 1991 - 2 avril 1992         |
| Jean-Louis Bianco         | Ministre de l'Équipement, du Logement et des Transports | 2 avril 1992 - 29 mars 1993        |
| Martine Aubry             | Ministre du Travail, de l'Emploi et de la Formation professionnelle | 16 mai 1991 - 2 avril 1992         |
| Martine Aubry             | Ministre du Travail, de l'Emploi et de la Formation professionnelle | 2 avril 1992 - 29 mars 1993        |
| Frédérique Bredin         | Ministre de la Jeunesse et des Sports | 16 mai 1991 - 2 avril 1992         |
| Frédérique Bredin         | Ministre de la Jeunesse et des Sports | 2 avril 1992 - 29 mars 1993        |
| Dominique Strauss-Kahn    | Ministre délégué à l'Industrie et au Commerce extérieur, auprès du ministre d'État, ministre de l'Économie, des Finances et du Budget                                                    | 16 mai 1991 - 2 avril 1992         |
| Dominique Strauss-Kahn    | Ministre de l'Industrie et du Commerce extérieur | 2 avril 1992 - 29 mars 1993        |
| Michel Sapin              | Ministre délégué à la Justice, auprès du garde des Sceaux, ministre de la Justice | 16 mai 1991 - 2 avril 1992         |
| Michel Sapin              | Ministre de l'Économie et des Finances | 2 avril 1992 - 29 mars 1993        |
| Louis Mexandeau *         | Secrétaire d'État aux Anciens combattants et Victimes de guerre | 17 mai 1991 - 2 avril 1992         |
| Louis Mexandeau *         | Secrétaire d'État aux Anciens combattants et Victimes de guerre | 4 avril 1992 - 29 mars 1993        |
| Jacques Guyard            | Secrétaire d'État à l'Enseignement technique, auprès du ministre d'État, ministre de l'Éducation nationale                                                                               | 17 mai 1991 - 2 avril 1992         |
| Alain Vivien              | Secrétaire d'État aux Affaires étrangères, auprès du ministre d'État, ministre des Affaires étrangères                                                                                   | 17 mai 1991 - 2 avril 1992         |
| Jean-Pierre Sueur         | Secrétaire d'État aux Collectivités locales, auprès du ministre de l'Intérieur | 17 mai 1991 - 2 avril 1992         |
| Jean-Pierre Sueur         | Secrétaire d'État aux Collectivités locales, auprès du ministre de l'Intérieur et de la Sécurité publique                                                                                | 4 avril 1992 - 29 mars 1993        |
| Kofi Yamgnane             | Secrétaire d'État aux Affaires sociales et à l'Intégration, auprès du ministre des Affaires sociales et de l'Intégration                                                                 | 17 mai 1991 - 2 avril 1992         |
| Kofi Yamgnane             | Secrétaire d'État à l'Intégration, auprès du ministre des Affaires sociales et de l'Intégration                                                                                          | 4 avril 1992 - 29 mars 1993        |
| Laurent Cathala           | Secrétaire d'État à la Famille et aux Personnes âgées, auprès du ministre des Affaires sociales et de l'Intégration                                                                      | 17 mai - 22 juillet 1991           |
| Laurent Cathala           | Secrétaire d'État à la Famille, aux Personnes âgées et aux Rapatriés, auprès du ministre des Affaires sociales et de l'Intégration                                                       | 22 juillet 1991 - 2 avril 1992     |
| Laurent Cathala           | Secrétaire d'État à la Famille, aux Personnes âgées et aux Rapatriés, auprès du ministre des Affaires sociales et de l'Intégration                                                       | 4 avril 1992 - 29 mars 1993        |
| Marcel Debarge *          | Secrétaire d'État au Logement, auprès du ministre de l'Équipement, du Logement, des Transports et de l'Espace                                                                            | 17 mai 1991 - 2 avril 1992         |
| Marcel Debarge *          | Ministre délégué à la Coopération et au Développement, auprès du ministre d'État, ministre des Affaires étrangères                                                                       | 2 avril 1992 - 29 mars 1993        |
| Jean-Yves Le Drian        | Secrétaire d'État à la Mer, auprès du ministre de l'Équipement, du Logement, des Transports et de l'Espace                                                                               | 17 mai 1991 - 2 avril 1992         |
| Jean-Noël Jeanneney       | Secrétaire d'État au Commerce extérieur, auprès du ministre délégué à l'Industrie et au Commerce extérieur, auprès du ministre d'État, ministre de l'Économie, des Finances et du Budget | 17 mai 1991 - 2 avril 1992         |
| Jean-Noël Jeanneney       | Secrétaire d'État à la Communication, auprès du ministre d'État, ministre de l'Éducation nationale et de la Culture                                                                      | 4 avril 1992 - 29 mars 1993        |
| Nommés en 1992 (12)       | |                                    |
| Michel Vauzelle           | Garde des Sceaux, ministre de la Justice | 2 avril 1992 - 29 mars 1993        |
| Ségolène Royal            | Ministre de l'Environnement | 2 avril 1992 - 29 mars 1993        |
| René Teulade              | Ministre des Affaires sociales et de l'Intégration | 2 avril 1992 - 29 mars 1993        |
| Bernard Tapie             | Ministre de la Ville | 2 avril - 23 mai 1992              |
| Bernard Tapie             | Ministre de la Ville | 26 décembre 1992 - 29 mars 1993    |
| Émile Zuccarelli          | Ministre des Postes et Télécommunications | 2 avril 1992 - 29 mars 1993        |
| Marie-Noëlle Lienemann    | Ministre déléguée au Logement et au Cadre de vie, auprès du ministre de l'Équipement, du Logement et des Transports                                                                      | 2 avril 1992 - 29 mars 1993        |
| Martin Malvy *            | Secrétaire d'État aux Relations avec le Parlement, auprès du Premier ministre, porte-parole du Gouvernement                                                                              | 4 avril - 2 octobre 1992           |
| Martin Malvy *            | Ministre du Budget | 2 octobre 1992 - 29 mars 1993      |
| Jean Glavany              | Secrétaire d'État à l'Enseignement technique, auprès du ministre d'État, ministre de l'Éducation nationale et de la Culture                                                              | 4 avril 1992 - 29 mars 1993        |
| Charles Josselin *        | Secrétaire d'État à la Mer, auprès du ministre de l'Équipement, du Logement et des Transports                                                                                            | 4 avril 1992 - 29 mars 1993        |
| François Loncle           | Secrétaire d'État à la Ville, auprès du Premier ministre | 3 juin - 26 décembre 1992          |
| François Loncle           | Secrétaire d'État au Plan, auprès du Premier ministre | 26 décembre 1992 - 29 mars 1993    |
| Gilbert Baumet            | Ministre délégué au Commerce et à l'Artisanat, auprès du ministre de l'Économie et des Finances                                                                                          | 2 octobre 1992 - 29 mars 1993      |
| André Billardon           | Ministre délégué à l'Énergie, auprès du ministre de l'Industrie et du Commerce extérieur                                                                                                 | 2 octobre 1992 - 29 mars 1993      |
| Nommés en 1993 (30)       | |                                    |
| Édouard Balladur *        | Premier ministre | 29 mars 1993 - 11 mai 1995         |
| Simone Veil *             | Ministre d'État, ministre des Affaires sociales, de la Santé et de la Ville | 30 mars 1993 - 11 mai 1995         |
| Charles Pasqua *          | Ministre d'État, ministre de l'Intérieur et de l'Aménagement du territoire | 30 mars 1993 - 11 mai 1995         |
| Pierre Méhaignerie *      | Ministre d'État, garde des Sceaux, ministre de la Justice | 30 mars 1993 - 11 mai 1995         |
| François Léotard *        | Ministre d'État, ministre de la Défense | 30 mars 1993 - 11 mai 1995         |
| Alain Juppé *             | Ministre des Affaires étrangères | 30 mars 1993 - 11 mai 1995         |
| François Bayrou           | Ministre de l'Éducation nationale | 30 mars 1993 - 11 mai 1995         |
| Edmond Alphandéry         | Ministre de l'Économie | 30 mars 1993 - 11 mai 1995         |
| Gérard Longuet *          | Ministre de l'Industrie, des Postes et Télécommunications et du Commerce extérieur | 30 mars 1993 - 14 octobre 1994     |
| Bernard Bosson *          | Ministre de l'Équipement, des Transports et du Tourisme | 30 mars 1993 - 11 mai 1995         |
| Alain Madelin *           | Ministre des Entreprises et du Développement économique, chargé des Petites et Moyennes Entreprises et du Commerce et de l'Artisanat                                                     | 30 mars 1993 - 11 mai 1995         |
| Michel Giraud             | Ministre du Travail, de l'Emploi et de la Formation professionnelle | 30 mars 1993 - 11 mai 1995         |
| Jacques Toubon            | Ministre de la Culture et de la Francophonie | 30 mars 1993 - 11 mai 1995         |
| Nicolas Sarkozy           | Ministre du Budget, porte-parole du Gouvernement | 30 mars 1993 - 19 juillet 1994     |
| Nicolas Sarkozy           | Ministre du Budget, ministre de la Communication, porte-parole du Gouvernement | 19 juillet 1994 - 19 janvier 1995  |
| Nicolas Sarkozy           | Ministre du Budget, ministre de la Communication | 19 janvier - 11 mai 1995           |
| Jean Puech                | Ministre de l'Agriculture et de la Pêche | 30 mars 1993 - 11 mai 1995         |
| François Fillon           | Ministre de l'Enseignement supérieur et de la Recherche | 30 mars 1993 - 11 mai 1995         |
| Michel Barnier            | Ministre de l'Environnement | 30 mars 1993 - 11 mai 1995         |
| André Rossinot *          | Ministre de la Fonction publique | 30 mars 1993 - 11 mai 1995         |
| Hervé de Charette *       | Ministre du Logement | 30 mars 1993 - 11 mai 1995         |
| Michel Roussin            | Ministre de la Coopération | 30 mars 1993 - 12 novembre 1994    |
| Dominique Perben          | Ministre des Départements et Territoires d'outre-mer | 30 mars 1993 - 11 mai 1995         |
| Michèle Alliot-Marie *    | Ministre de la Jeunesse et des Sports | 30 mars 1993 - 11 mai 1995         |
| Alain Carignon *          | Ministre de la Communication | 30 mars 1993 - 11 mai 1995         |
| Philippe Mestre           | Ministre des Anciens combattants et Victimes de guerre | 30 mars 1993 - 11 mai 1995         |
| Pascal Clément            | Ministre délégué aux Relations avec l'Assemblée nationale, auprès du Premier ministre | 30 mars 1993 - 11 mai 1995         |
| Roger Romani              | Ministre délégué aux Relations avec le Sénat, chargé des Rapatriés, auprès du Premier ministre                                                                                           | 30 mars 1993 - 11 mai 1995         |
| Philippe Douste-Blazy     | Ministre délégué à la Santé, auprès de la ministre d'État, ministre des Affaires sociales, de la Santé et de la Ville                                                                    | 30 mars 1993 - 19 janvier 1995     |
| Philippe Douste-Blazy     | Ministre délégué à la Santé, auprès de la ministre d'État, ministre des Affaires sociales, de la Santé et de la Ville, porte-parole du Gouvernement                                      | 19 janvier - 11 mai 1995           |
| Daniel Hoeffel *          | Ministre délégué à l'Aménagement du territoire et aux Collectivités locales, auprès du ministre d'État, ministre de l'Intérieur et de l'Aménagement du territoire                        | 30 mars 1993 - 11 mai 1995         |
| Lucette Michaux-Chevry*   | Ministre déléguée à l'Action humanitaire et des Droits de l'homme, auprès du ministre des Affaires étrangères                                                                            | 30 mars 1993 - 11 mai 1995         |
| Alain Lamassoure          | Ministre délégué aux Affaires européennes, auprès du ministre des Affaires étrangères | 30 mars 1993 - 11 mai 1995         |
| Nommés en 1994 (2)        | |                                    |
| José Rossi                | Ministre de l'Industrie, des Postes et Télécommunications et du Commerce extérieur | 17 octobre 1994 - 11 mai 1995      |
| Bernard Debré             | Ministre de la Coopération | 12 novembre 1994 - 11 mai 1995     |
| Aucune nomination en 1995 | |                                    |